# Isla La Batea
Isla La Batea är en ö i Mexiko. Den ligger i delstaten Sonora, i den nordvästra delen av landet. Arean är 0,13 kvadratkilometer. Ön är bebodd och räknas till staden Guaymas och ligger långt in i viken Bahía Guaymas tillsammans med öarna Isla Almagre Grande, Isla Almagre Chico, Isla San Vicente, Isla Pájaros och Islas Mellizas.